# Cristești (gmina w okręgu Marusza)
Cristești – gmina w Rumunii, w okręgu Marusza. Obejmuje miejscowości Cristești i Vălureni. W 2011 roku liczyła 5824 mieszkańców.